# Gian Vincenzo Gravina
Giovanni Vincenzo Gravina (Roggiano Gravina, 20 gennaio 1664 – Roma, 6 gennaio 1718) è stato un letterato e giurista italiano, nonché uno dei fondatori dell'Accademia dell'Arcadia.

## Biografia

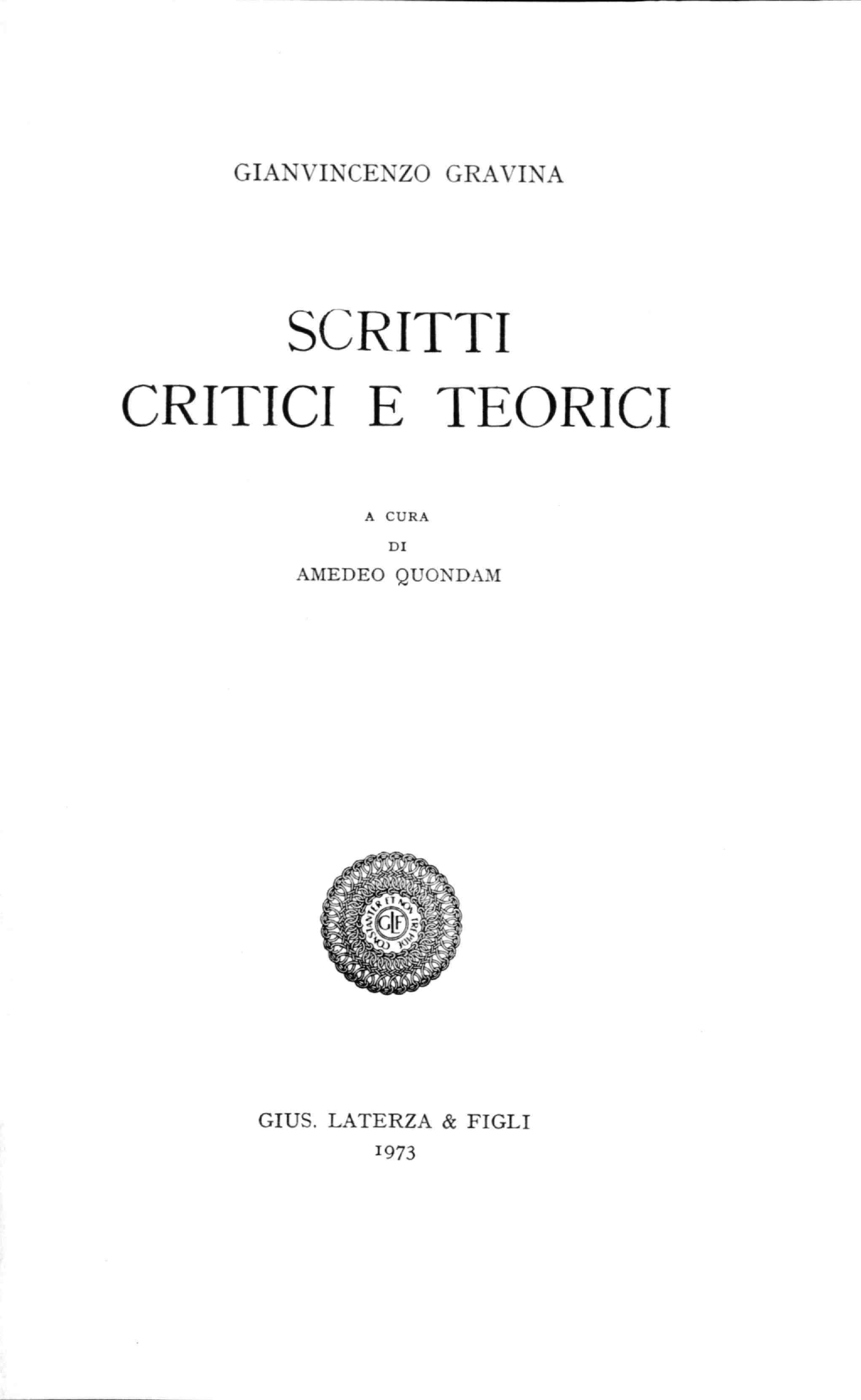
Scritti critici e teorici, 1973

Discendente da una rispettata famiglia, ricevette la sua formazione dal cugino Gregorio Caloprese, il quale era conosciuto come poeta e filosofo, dopo la quale Gravina fu a Napoli dove studiò diritto canonico a lungo. Nel 1689 si recò a Roma, dove, ispirandosi al programma di rinnovamento poetico avviato da Cristina di Svezia, fu cofondatore e ideologo dell'Accademia dell'Arcadia, fondata nel 1690 con l'intento di riformare la poesia mettendo al bando il Barocco e l'eccesso poetico nel nome di più razionali modelli classici. In questa accademia si svilupparono ben presto due diverse tendenze: quella dello stesso Gravina, basata sui modelli di Dante e Omero e sostenitrice della funzione civile della letteratura, e quella più moderata e disimpegnata di Crescimbeni, che si rifaceva più che a Petrarca al petrarchismo cinquecentesco. Le tensioni tra le due fazioni e le rivalità interne all'assemblea degli Arcadi portarono allo "scisma d'Arcadia" del 1711, in seguito al quale i 'graviniani' fondarono nel 1714 l'Accademia dei Quirini, erede dei principi fondativi dell'estetica graviniana: la verosimiglianza a garanzia della funzione educatrice o civilizzante della letteratura. Tra gli allievi di Gravina, anche il poeta e librettista Pietro Metastasio, che ne apprese un'ottima formazione nelle lettere classiche e divenne, fin da bambino dotato d'una naturale e armoniosa vena lirica, il più giovane membro dell'Accademia dell'Arcadia.

## Il contributo alla storia del diritto
Le sue Originum iuris civilis libri tres (Napoli 1701, per il primo libro De ortu et progressu iuris civilis;  Lipsia 1708, per i due seguenti; Napoli 1713, edizione definitiva) ebbero un'influenza maggiore sul pensiero politico del Settecento e furono lette da Montesquieu.

## Il contributo alla storia letteraria
Giunto a Roma, Gravina partecipò alle riunioni dell'Arcadia recitando alcune Egloghe, e affiancò e sostenne l'operato del poeta Alessandro Guidi, il cui Endimione (1692) uscì con un Discorso sopra l'Endimione in cui sono ravvisabili i princìpi estetici del successivo storico della letteratura: dalla funzione mediatrice del poeta tra i concetti astratti e gli indotti, alla poesia come forma regolatrice del vivere sociale, all'opzione per una poesia filosofica o sapiente. Tali assunti guidano Gravina nella ricostruzione del patrimonio letterario classico, affidata al Delle antiche favole (1696), poi inglobato in Della Ragion Poetica (1708), nel quale indaga le origini e il senso della poesia antica e moderna.
Molti di questi assunti si ritrovano nelle cinque tragedie: Palamede, Andromeda, Appio Claudio, Papiniano e Servio Tullio (1712), i cui temi ricorrenti sono la tirannide e la spirale di violenza distruttiva che da questa inevitabilmente si genera nello scontro tra il sapiente e il tiranno. A sostegno della sua prassi teatrale scrisse nel 1715 il trattato Della tragedia.